# Курск (группа)
«Курск» (стилизовано KYPCK) — финская концептуальная дум-метал-группа, основанная в январе 2007 года. Первоначально в состав группы вошли вокалист Эркки Сеппянен, бывший гитарист группы Sentenced Сами Лопакка, барабанщик и продюсер Хийли Хийлесмаа (который является также продюсером таких групп, как Apocalyptica, The 69 Eyes, HIM, Lordi, Moonspell, Sentenced и других), и басист Яска Юля-Раутио. В дальнейшем Хийли Хийлесмаа покинул Курск, а его место занял Антти Карихтала. На 2018 год группа записала 4 номерных альбома и выпустила 4 сингла.
Группа известна тем, что исполняет песни на русском языке. Автором текстов является вокалист группы Эркки Сеппянен, лингвист по образованию, который изучал русский язык и литературу, работал в Москве.

## История
- 12 марта 2008 года вышел первый альбом «Черно», записанный на лейбле UHO Production.
- 17 января 2009 года состоялся первый концерт в России — в московском клубе Точка.
- 29 мая 2009 года состоялся концерт в Санкт-Петербурге, где учился Эркки Сеппянен.
- 9 февраля 2011 года в свет вышел второй альбом группы — «Ниже».
- 26 марта 2011 года группа впервые посетила город, давший ей название. «Здравствуй, Курск, к тебе KYPCK приехал!» — этими словами Эркки Сеппянен начал концерт.
- 1 сентября 2011 года в составе группы произошли некоторые изменения в связи с тем, что место барабанщика покинул Хиили Хиилесмаа. Его место занял барабанщик группы Charon — A.К. Карихтала.
- В 2013 году группа начала сотрудничество с лейблом Ranka Kustannus[3][4].
- В марте 2014 года вышел третий студийный альбом — «Имена на стене». Относительно текстов композиций Сеппянен сказал, что «там очень мрачные темы», поскольку осенью 2013 года, когда он их писал, он был недоволен тем, что происходило в мире. «Не только, конечно, в России, но и в США, Сирии»[2].
- В 2016 году «Курск» презентовали четвертый студийный альбом — «Зеро», часть текстов к которому Эркки Сеппянен написал в Таллине[5][6].
- 29 июля 2023 года группа «Курск» объявила о выходе своего последнего альбома «Преступления против человечества», заявив, что по политическим причинам этот альбом станет последним для группы в текущем виде: группа претерпит изменения в 2024 году[7].
- В 2024 году музыканты отправились в прощальный тур, после чего группа официально прекратила свое существование под названием KYPCK. В новой группе будут те же музыканты, но коллектив будет играть в другом стиле и под другим названием[8].

## Стиль группы
Название группы «KYPCK» — параллель между городом, под которым более чем полвека назад развернулось одно из самых масштабных сражений в истории человечества, и подводной лодкой «Курск», затонувшей во время учений в Баренцевом море 12 августа 2000 года. По словам вокалиста Эркки Сеппянена, группа хотела носить жёсткое, мужественное название, смысл которого понятен аудитории и за пределами России. Тексты песен полностью на русском языке, в буклете компакт-диска «Черно» присутствует также перевод на английский язык. Авторы текстов — Эркки Сеппянен и Сами Лопакка.
Сеппянен прожил в России 2,5 года, учился в университете Санкт-Петербурга и работал в посольстве в Москве. Он также окончил Оксфордский университет и в настоящее время преподаёт русский язык в Тампере.
Отличительной особенностью группы являются инструменты, на которых играют музыканты: так, на бас-гитаре всего одна струна, а электрогитара выполнена в форме автомата Калашникова. Также особенностью группы являются костюмы, имитирующие военную форму Красной армии: цвет хаки и красные звёзды, а также автомобиль ВАЗ-2105, выполненный в тех же тонах.
|                                                                                |
| Слева направо: Хиили Хийлесмаа, Яска Юля-Раутио, Сами Лопакка и Эркки Сеппянен |

## Участники
Текущий состав
- Эркки Сеппянен (фин. E. Seppänen) — вокал
- Сами Лопакка (фин. S. S. Lopakka) — гитара
- Сами Куккохови (фин. Sami Kukkohovi) — гитара
- Яска Юля-Раутио (фин. J. T. Ylä-Rautio) — бас-гитара
- Антти Карихтала (фин. A. K. Karihtala) — ударные

Бывшие участники
- Хиили Хийлесмаа (фин. K. H. M. Hiilesmaa) — ударные, продюсер

## Дискография
Альбомы
| Год выпуска | Название                           |
| ----------- | ---------------------------------- |
| 2008        | «Черно»                            |
| 2011        | «Ниже»                             |
| 2014        | «Имена на стене»                   |
| 2016        | «Зеро»                             |
| 2023        | «Преступления против человечества» |

Синглы
| Год выпуска | Название                        |
| ----------- | ------------------------------- |
| 2008        | «1917»                          |
| 2011        | «Аллея Сталина»                 |
| 2011        | «Чужой»                         |
| 2016        | «All About Us (t.A.T.u. cover)» |

## Видеография
Официальные клипы
| Год выпуска | Название        |
| ----------- | --------------- |
| 2008        | «1917»          |
| 2009        | «Сталинград»    |
| 2011        | «Аллея Сталина» |
| 2014        | «Имя на стене»  |
| 2014        | «Дети Биркенау» |
| 2016        | «Я Свободен»    |
| 2016        | «Русофоб»       |
| 2023        | «Красные пятна» |